# 塞賽爾 (加利福尼亞州)
塞西爾（英語：Cecile）是位於美國加利福尼亞州弗雷斯諾縣的一個非建制地區。該地的面積和人口皆未知。

## 地理
塞西爾的座標為37°42′03″N 119°43′04″W / 37.70083°N 119.71778°W，而該地的平均海拔高度為93米（即305英尺）。